# Åke Norén
Kurt Åke "Kolet" Norén, född 26 september 1928 i Göteborg, död 3 juli 2012 i Sävedalens församling, var en svensk fotbollsspelare (vänsterback).
Norén representerade IFK Göteborg i Allsvenskan 1952/1953–1959. Sammanlagt gjorde han 141 allsvenska matcher (18 mål) för klubben, och var med och vann SM-guld 1957/1958. Han spelade även handboll för Redbergslids IK och var med och vann handbollsturneringen i OS 1952, där handboll var en uppvisningssport.